# 町尻量基
町尻 量基（まちじり かずもと、1888年（明治21年）3月30日 - 1945年（昭和20年）12月10日）は、日本の陸軍軍人。印度支那駐屯軍司令官、化兵監、第6師団長、陸軍省軍務局長などを歴任した。陸軍中将勲一等功三級。

## 生涯
伯爵壬生基修の四男として生まれる。初名は壬生 基綱。陸軍士官学校（21期）、陸軍大学校（29期）を優等の成績で卒業する。陸軍士官候補生第21期の同期には、石原莞爾や飯村穣、百武晴吉らがいる。
子爵町尻量弘の養嗣子となって町尻家に入り、1914年（大正3年）1月31日、名を「量基」に改める。同年3月28日に、賀陽宮邦憲王の第一王女由紀子女王と結婚する予定であったが、何らかの事情で急遽延期され、翌1915年（大正4年）4月30日に婚姻した。
1930年（昭和5年）5月20日から侍従武官を務め、1932年（昭和7年）8月8日、陸軍大佐に進級。1935年（昭和10年）3月15日から近衛野砲連隊長に就任、1936年（昭和11年）3月28日には陸軍省軍務局軍事課長、1937年（昭和12年）3月1日に陸軍少将進級と共に再び侍従武官に補される。
1937年（昭和12年）10月5日から陸軍省軍務局長を務め、1938年（昭和13年）4月14日北支那方面軍参謀副長に転ずる。同年6月10日第2軍参謀長として武漢作戦に参加する。同年11月1日から再び軍務局長に就任するが、先の第2軍参謀長の時に作戦文書を紛失していたため、同年12月29日から停職一箇月の処分を受ける。
処分後、軍務局長に復帰し1939年（昭和14年）1月31日から調査部長を兼ねる。同年8月1日に陸軍中将に進級し同10月2日参謀本部附、同12月1日から第6師団長に親補される。1940年（昭和15年）4月29日勲一等旭日大綬章受章。1941年（昭和16年）4月10日教育総監隷下の化兵監に就任、1942年（昭和17年）11月10日印度支那駐屯軍司令官に進む。1944年（昭和19年）11月22日の参謀本部附を経て1945年（昭和20年）5月24日予備役編入。同年12月10日、養父に先立って薨去。
同年12月17日、葬送につき勅使として永積寅彦が遣わされ、祭粢料が下賜された。

## 栄典
- 1942年（昭和17年）3月9日 - 勲一等旭日大綬章[5]

## 親族
- 実父：壬生基修 - 伯爵・東京府知事・元老院議官・初代平安神宮宮司
- 実兄：壬生基義 - 伯爵・陸軍少将・侍従武官・東宮武官
- 養父：町尻量弘 - 子爵。町尻量衡の庶子。
- 妻：由紀子女王 - 賀陽宮邦憲王の第一王女
  - 長男：町尻量利
  - 長女：野間登喜子 - 講談社第2代社長野間恒の妻となる。すぐに死別するが野間家に残り、亡夫の母（第3代社長野間左衛）の姪の夫の弟と再婚してこれを野間家の婿養子に迎え（第4代社長野間省一）、その間に佐和子（第6代社長）を生む。
  - 次男：町尻量光 - キングレコード社長。養祖父・量弘の死後に家督を継ぐ[6]。
  - 三男：小原量福 - 小原四郎の婿養子。
  - 四男：小泉量豊 - 小泉権三郎の婿養子。

## その他
政治家官僚や財界人の相談も受ける易占家だった加藤大岳は、易占（易経による占い）の講義で、実例として、あるエピソードを取り上げて、このとき寄せられた依頼の内情とともに判断に至った易占を説明している。
これは、昭和13年におきた、重要文書を紛失し責任者が処分され、当時の新聞でも話題になったという事件に関するものである
まず重要文書の紛失に気がついた責任者が、加藤大岳にアドバイスを求めて深夜に300字に及ぶ官用電報を送ってきた。
要旨は、ある特殊な文書を部下Aが受け取りBに渡し、さらにサイドカーで東南にある某所に届けさせたところ、5つの書類小包で送られた文書の1つが紛失していることがわかった。手を尽くして捜索させたが発見できなかった。そこで加藤に占いで解決してもらいたいと言うことである。
加藤はひきうけ、筮竹を使って正式な方法で占った。占いの結果は「離為火→火山旅 」という卦で、受講生にはこれらの情報・結果から自分が事態の象徴や推移をいかに読み取ったかについて専門的な解説を加えている。占いの結果から加藤は発見困難と判断しそして次のように電報で返答した。
「物について移る意あり、あるいは焼かれてしまった。むしろ紛失に対する処置を速やかに講ずるべし。」
その後も捜索は続けられたが、結局発見できず責任者が処分された。新聞にも載って話題となったから、受講生のみなさんも覚えているだろうとしめられている。